# Akademie der Wissenschaften und Künste
Akademie der Wissenschaften und (der) Künste bzw. Akademie der Künste und (der) Wissenschaften, manchmal auch mit Zusätzen versehen wie etwa Königliche Akademie der Wissenschaften und Künste, sind meist Expertenvereinigungen nach dem Konzept der Akademie der Wissenschaften, selten Hochschulen. Unter anderem folgende Institutionen tragen oder trugen diesen Namen oder werden auf Deutsch so genannt:
- Accra: Ghana Academy of Arts and Sciences (Ghanaische Akademie der Künste und Wissenschaften) (wp:en)
- Amsterdam: Koninklijk-Nederlandsch Instituut van Wetenschappen, Letteren en Schoone Kunsten (historischer Name)
- Belgrad: Serbische Akademie der Wissenschaften und Künste
- Berlin: Akademie der Künste und der Wissenschaften Berlin (historisch)
- Bonn: Freie Deutsche Akademie der Wissenschaften und Künste
- Bratislava: Slowakische Akademie der Wissenschaften und Künste (historischer Name)
- Brüssel: The Royal Academies for Science and the Arts of Belgium (RASAB), Dachorganisation von...
- Brüssel: Académie royale des Sciences, des Lettres et des Beaux-Arts de Belgique (ARB)
- Brüssel: Koninklijke Vlaamse Academie van België voor Wetenschappen en Kunsten (KVAB)
- Bukarest: Rumänische Akademie (1866)
- Cambridge: American Academy of Arts and Sciences
- Düsseldorf: Nordrhein-Westfälische Akademie der Wissenschaften und der Künste
- Ljubljana: Slowenische Akademie der Wissenschaften und Künste
- Padua: Galilei-Akademie der Wissenschaften und Künste (1599)
- Podgorica: Montenegrinische Akademie der Wissenschaften und Künste
- Prag: Tschechische Akademie der Wissenschaften und Künste (historisch)
- Prag: Deutsche Akademie der Wissenschaften und Künste in Prag (bzw. in Böhmen; historisch; ab 1918; vor 1930?: Deutsche Gesellschaft der Wissenschaften und Künste für die Tschechoslowakische Republik)
- Priština: Akademie der Wissenschaften und Künste des Kosovo
- Tirana: Albanische Akademie der Wissenschaften
- Zagreb: Kroatische Akademie der Wissenschaften und Künste (früher: Südslawische …, Jugoslawische …)
- Berittene Akademie der Künste und Wissenschaft (Narrengesellschaft in Dülken)
- Deutsche Akademie der Künste und Wissenschaften im Exil (historisch während der NS-Zeit)
- Europäische Akademie der Wissenschaften und Künste (Verein in Salzburg und Europa)
- Sudetendeutsche Akademie der Wissenschaften und Künste (Verein in München)